# Црква Илије Пророка у Камењу
Црква Илије Пророка у Камењу  је бивша православна црква у Вологди, некадашњем делу Иљинског манастира, и архитектонски споменик с краја 17. века. Црква има један олтар посвећен пророку Илији , једном од најпоштованијих светитеља у Русији.
Црква је претворена у парохију од некадашњег манастира, након укидања 1738. мушког Иљинског манастира који је постојао на том месту. Почетак овог манастира је непознат; међутим, постоје докази да је постојао још под царем Иваном Грозним.

## Порекло назива Камење
Називи „на Камењу“   „у Камењу“, „у Планинама“, су називи за  Камење област града Горњег Посада или  Вологда, за коју се верује да је добила име по томе што је на месту цркве под Иваном Грозним био  похрањен кречњак од којег је цар саградио камени зид Вологдског Кремља. Како је писао историчар И. К. Степановски...камени резерват је у великим количинама покривао простор од реке до саме Владимирске цркве, у правцу предложене зграде, на различитим местима. Краљевске грађевинске залихе чуване су у овом делу града до краја 18. - почетка 19. века. Остављен неискоришћен, камен је мало по мало, од сопствене тежине, ушао у земљу и од ње се само местимично види.
Постоји и мишљење о повезаности имена Камење са извесним каменим паганским идолом, чији се храм наводно налазио на месту манастира (мада нема поузданих индиција које би поткрепиле ову верзију). 
Важно је напоменути да док на руском реч камен (колоквијално- декларативно: ка́мни, каме́нья) ) има акценат на другом слогу, вологдански топоним Камење има акценат на првом слогу.

## Положај и заштита
Парохијска црква Илије Пророка у Камењу налази се у другом делу града Вологде, близу северног краја старог градског булевара, на прилично узвишеном подручју, одакле је добио и назив "у планинама", а назив "у Камењу" је дошао од познатог камена, који је, према легенди, убран под царем Иваном Грозним да би се изградио камени зид око града и покрио простор од реке до саме Владимирске цркве, на различитим местима у правцу предложеног објекта.
Декретом Савета министара РСФСР од 30. августа 1960. године бр. 1327, ансамбл цркава бившег Иљинског манастира: „Црква Варлаама Хутинског, из 1780, камена, Св. Засодимски, 14. (данас улица Засодимски, 14 а) и „Црква Илије Пророка на Камењу, из 1698, камена, ул. Засодимского, 14 а (сада улица Засодимског, 14 б)“ стављена је под заштиту државе као објекат културног наслеђа од савезног значаја. У регистру културних добара заведена је под бројем 351410075010006, као Културно наслеђе Русије (Вологдска област) Вологда.

## Историја
На месту данашње цркве Илије Пророка у 16. или 17 веку постојао је мушки Илијин манастир. Година оснивања није позната. Постоји верзија да је манастир саграђен на паганском храму Перуна.
Датум оснивања манастира је непознат, најстарији податак се односи на време владавине Ивана Грозног (средина 16. века ). Манастир је био мали и сиромашан 1613. године, током Вологдског пораза, био је разорен, док је стара топла црква Варлаама Хутинског спаљена, али је нова хладна Илијина црква (такође дрвена) преживела.
Мали Елиински манастир био је у најтежој ситуацији све до 1610. године, када је трговац Кондрати Акисхев почео да гради манастир. У септембру 1612. године, Вологда је била подвргнута пољско-литванској инвазији. Стара топла манастирска црква Варлаама Хутинског је спаљена, али је преживела хладна Иљинска црква коју је обновио Акишев. Храмови су остали без утвари, имовина манастира је опљачкана, ћелије су спаљене. После превирања, Кондратиј Акишев је поново обновио манастир: подигао је нову Варлаамску цркву, ћелије, оградио манастир дрвеном оградом. Добротвор је купио земљиште за манастир, поклонио манастиру продавнице и штале.
Дрвену Илијину цркву 1698. године заменила је камена једноспратна једноолтарска црква, са олтаром у име Светог пророка Илије. 
Манастир је постојао до 1738. године (тада је остао само један игуман без братије). Након укидања манастира Иљинске цркве, претворена је у парохију.
Дрвена хладна црква Илијина стајала је око 90 година, све док није потпуно дотрајала. Године 1698. обновљена је у камену садашња камена хладна црква у име Светог пророка Илије. У овој цркви постоји само један престо – у име светог пророка Илије. Предолтарски иконостас је подигнут у другој половини 19. века.
Крајем 17. века, након успостављања епископске столице у Устјугу, Јарaнск је био власништво устјушких епископа.  Почетком 18. века град Вологд је уврштен у Архангелску губернију, а када су губерније спојена 1719. године, ушао је у састав Великоустјушке губерније.
Године 1738. укинут је манастир, у коме је живот пропао (без братије са   само једним игуманом)  .
Када су 1780. године успостављенo Вологдско намесништво и области, Јаранск је остао у Устјушкој области, а затим, након уништења Устјушке обласне владе 1797. године, Јаренски округ је укључен у Вологдску губернију.

### Статус цркве у 20. и 21. веку
Почетком 1920-их, храм је прешао у руке обновитеља. Године 1924. општина је из Илијевске цркве уклонила обновитељског свештеника  Александра Сахарова и једногласно изабрала протојереја  Алексеј Углицки, који је раније служио у Успенском манастиру и подржавао патријарха.
Градске власти Вологде су 24. фебруара 1930. одлучиле да затворе Илијеву цркву за богослужење. Древне иконе храма пренете су у музејске фондове. 
Тридесетих година прошлог века  у Иљинској цркви радио је архив, а у периоду од 1950-их до 1970-им - у цркви је било складиште књига.
Црква је два пута рестаурирана 1990-их и 2000-их.
Тренутно се у њој  налази савезна државна установа културе „Сверуски центар за уметничка истраживања и рестаурацију по имену А.И. акад. И. Е. Грабар.

## Архитектура и ентеријер
Црква пророка Илије је мали бели храм у облику коцке, покривен једноставним кровом, на коме се налази само једна купола. Зграда цркве са ниским помоћним зградама – петостраним олтаром (преграђен 1904. године) и кратком трпезаријом – украшена је прилично штедљиво, али извесна целовитост декорације цркве представља њен украс. 
Изглед храма је прилично типичан за крај 17. века: одликује га пропорционалност и скромност орнамента. 
Иконостас је подељен  вертикалном траком на две половине; последњи су подељени на квадрате различитих величина; у средини десне половине приказан је силазак Спаситеља у ад; око четвороугла у 50 малих квадрата уписани су разни догађаји из јеванђељске историје; на левој половини је дрво „Јесејев корен” (преци Исуса Христа); у девет мањих квадрата Дванаести празници. При дну, крупним писмом, пише:
У лето 7076 (1568), под блаженопочившем царем великим кнезом све Русије Иваном Васиљевичем и под епископима митрополитом Филипом и под епископом пермско-вологдским Јосифом, ова икона Васкрсења Господа Бога насликан је Спас наш Исус Христос.
Ову икону је насликао слуга Божији Дмитријев син Гринков и смештена је у дому Светог пророка Илије и пречасног оца Варлаама Новгородског чудотворца.
У иконостасу храма налазиле су и ове древне иконе: икона Сретења Господњег и храмовна икаона пророка Илије,
Овај мали камени храм изграђен у донекле поједностављеном стилу, уобичајен је с краја 17. века у Вологди (други пример је Успенска катедрала Горског манастира). 
Главни волумен зграде је једноспратни, двовисоки кубични, са једном куполом, петостраном апсидом (преграђена 1904) и кратком трпезом. Од декора - постоје само лопатице у угловима и једноставан венац са кокошницима.

Управо ова једноставност и целовитост архитектонског решења даје храму посебну драж, на шта указује ликовни критичар Г.К.Лукомски 1907. године, који у опису  цркве Пророка  Илије у свом водичу кроз архитектонске знаменитости Вологде, наводи:
Ова мала црква је изузетна и веома атрактивна архитектонски. На зеленом травњаку, окружена малим бедним сивим кућама и раширеним дрвећем, стоји бели кубни храм, покривен простим кровом, на коме је само једна скромна купола – њена сочна, велика, плава купола; закомаре на врху зидова и једноставна петострана апсида – то је цела архитектура цркве. Али, међутим, његов изглед је веома карактеристичан за то време (1698 ), јер својом пропорционалношћу и скромношћу оставља већи утисак од многих других храмова облепљених орнаментима.

### Иконостас
У време затварања цркве у њој се налазио иконостас подигнут је у другој половини 18. века. Према мишљењу православног завичајног историчара Н. И. Суворова, посебну пажњу на иконостасу заслужиле следеће иконе:
- прва локална икона на десној страни Царских двери, која се у старим црквеним натписима називана „Икона Сретења Господњег ”;

- храмовна икона Светог пророка Илије „са његовим животописом“,
- локална икона, која се налази на јужном зиду код десног клироса, која се у старим описима наводи као икона Васкрсења Христовог.

- Живот пророк Илија у пустињи. Прва трећина 16. века, Вологда.
- „Радује се Теби...“ Трећа четвртина 16. века, Вологда.